# Isabella Blow

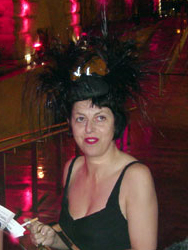
Isabella Blow bij de uitreiking van de Turner Prize, december 2005

Isabella Blow (Londen, 19 november 1958 – Gloucester, 7 mei 2007) was een Britse journaliste, die onder andere werkte voor Tatler, Vogue en de Sunday Times. Zij was de muze van hoedenontwerper Philip Treacy en wordt gezien als de ontdekker van Alexander McQueen.

## Jeugd en opleiding
Isabella Blow was afkomstig uit een Britse aristocratische familie. Zij was de dochter van legerofficier Sir Evelyn Delves Broughton en zijn tweede echtgenote Helen Mary Shore. Zij groeide op op het landgoed van haar familie, Doddington Hall, voordat zij naar de kostschool Heathfield School in Ascot, Surrey, werd gestuurd. 
Na haar opleiding aan Heathfield School volgde Isabella Blow een opleiding tot secretaresse en had zij verschillende baantjes. In 1979 verhuisde zij naar New York, waar zij één jaar Chinese kunst studeerde aan Columbia University. In New York raakte Blow bevriend met Andy Warhol en Jean-Michel Basquiat. In 1981 trouwde Isabella Blow met Nicholas Taylor, van wie zij twee jaar later scheidde. 

## Carrière
In 1981 stelde muzikant Bryan Ferry Isabella Blow voor aan Anna Wintour, redactrice bij Vogue, van wie zij vervolgens de assistent werd. In 1986 keerde Blow terug naar Londen, waar zij de assistent werd van Michael Robert, die op dat moment chef mode van Tatler was. 
Voor haar huwelijk met advocaat en kunsthandelaar Detmar Blow in 1989 vroeg Isabella Blow hoedenontwerper Philip Treacy een hoofdtooi voor haar te ontwerpen. Dit markeerde de start van een legendarische samenwerking in de modewereld. 
Isabella Blow had een neus voor talent, stijl en trends. Tijdens de eindexamenshow van de Londense modeacademie Central Saint Martins in 1992 ontdekte zij modeontwerper Alexander McQueen, van wie zij de gehele eindexamencollectie kocht voor £ 5000,-. In 1993 werkte zij samen met fotograaf Steven Meisel aan de modereportage 'Babes in London', waarvoor zij onder andere Bella Freud en Stella Tennant als model vroeg. Ook ontdekte Isabella Blow model Sophie Dahl.
Naast haar werk als journaliste werkte Isabella Blow als consultant voor bekende merken, waaronder Lacoste en Swarovski.

## Ziekte en dood
Aan het einde van haar leven werd bij Isabella Blow eierstokkanker vastgesteld. Daarnaast worstelde zij met depressies. Na meerdere mislukte zelfmoordpogingen stierf zij op 7 mei 2007, nadat zij een dag eerder een grote hoeveelheid onkruidverdelger had ingenomen.